# 民俗學
民俗學（Folkloristics）是一門針對信仰、風俗、口傳文學、傳統文化及思考模式進行研究，來闡明這些民俗現象在時空中流變意義的學科。民俗學與發生在我們周圍的各種生活現象息息相關。儘管人們不一定能意識到自己的生活對整個社會具有多大的意義，他們在日常交流中所展現的一切，對文化的傳播和保存起了什麼樣的意義和作用。但是，有關人類活動的一切細節，都可以作為民俗學者的研究對象。而且其中還包含和傳達著重要的文化信息。

## 概要
民俗學一詞最早見於英國，它源自英語的Folklore。它的原本含意是「民眾的知識」或「民間的智慧」（The Lore of Folk），作為科學名稱可直譯成「關於民眾知識的科學」。
民俗是常民生活形態的真實反映，舉凡生活中食、衣、住、行、育、樂的內涵與形式，以及其間思想、行為、儀節、活動的記錄與形成，都是民俗學探討的主題，這種約定俗成的習慣與風俗，不僅是人們生活的提升與滿足，更是民族生存不可或缺的精神支柱，因此，對於民俗學的認知與闡述，是當今國際學術研究極為重視的課題，也是日後研究者刻不容緩的責任與方向。

## 民俗學起源
民俗學早期的代表人物是德國的格林兄弟。但是，「民俗」（folklore）一詞卻是1846年才由湯姆斯（W.J.Thomas）首先提出,而（folkloristics）則是其學科名本身的意思。在此之前的德國，民俗學（Folkloristik）是人民學（Volkskunde）的一項分支，在英國及歐洲其他國家被稱為大眾古俗（popular antiquities）或俗文學（popular literature）。1846年，在寫给《雅典娜神廟》雜誌的信中，英國考古學家湯姆斯提出用folklore一詞來概括此一新興的學科。從此以後，民俗學風靡歐洲。

## 特点
1. 区别于阶级社会中统治阶级的受过文明教育的知识阶层的文化，是被视为“无文化”的人们的文化。
2. 是各民族的习俗都有各民族的特点，如汉族的新年和婚丧、白族的泼水节、苗族的跳月、鄂伦春族的拜熊……都具有浓厚的民族特性。
3. 和广大劳动人民群众的生活有直接的联系，从劳动人民的精神生活到物质生活，从劳动人民的饮食起居到内心活动，都具有强烈的现实性。
4. 许多民间习俗，都有极其悠久的历史，可以追溯到远古。
5. 内容丰富，形式生动多样。民俗学研究的范围，主要是传统的民族民间的物质文化和精神文化，其中包括民间习俗、民间信仰、民间文化，民间工艺、民间语言、民间娱乐、民间组织等。
6. 深入了解文化的傳統和表達形式，像是歌曲、故事、舞蹈、儀式、手工藝、藝術、飲食習慣、服飾、習俗、宗教、建築、技能和其形成的過程和背後的意義[1]。

## 重点
1. 劳动人民的世界观。在民间习俗、民间信仰上的许多东西都近于荒诞、迷信，离奇古怪，实际上都反映了古代劳动人民在特定的历史条件下的世界观。
2. 是劳动人民在精神文化和物质文化上创造的业绩，特别是民间文学艺术的光辉成果、民间文艺、无论是民间文学、民间舞蹈、民间语言以至民间工艺等，都形象地体现了广大劳动人民的智慧、情调、思想、风格、特别是表现了广大劳动人民的精神领域中的丰富的想象力和卓越的才华。

## 發展沿革
隨著社會文明的進程和民俗學的發展，國際學術普遍趨向廣義民俗學的研究。它既研究人類的生活與文化，也研究精神和物質的事物；同時，甚至將研究對象伸延至野蠻民族的的生活與文化。這樣，民俗學已擺脫以前的狹隘與執著，成為跟其他社會科學並駕齊驅的獨立概念科學。

## 研究方法
民俗學的研究方法跟其他人文科學的研究方法當然有許多相近之處。比如，民俗學中廣泛使用比較研究法——兩個民族之間的相類之處，是引起研究的重要因素。又如十九世紀自然神話學派對各種神話、甚至同一民族在不同歷史、地方的事象比較等。
20世紀，「結構主義」的理論及方法崛起，1958年法國列維·斯特勞斯的《結構人類學》及《親族的結構》等著作，就是用結構方法去探究民俗的事象，如口頭承傳。這種方法十分重視研究對象自己揭示事象的規律。現今國際間已日益以結構方法為新潮流。
隨著科學不斷的發展，各種學科的研究方法該趨向靈活，連民俗學也不例外。

## 研究對象
- 口頭民俗學（口傳文學）
  - 神話、傳說、民間故事、童話、諺語、謎語、繞口令、民間歌謠、史詩、都會傳奇

- 風俗民俗學（儀式慶典）
  - 家族制度，社會制度，婚喪祭祀、迷信、禁忌、遊戲、民間舞蹈、民族音樂

- 宗教民俗學（信仰寄託）
  - 民間宗教、佛教、道教、靈魂轉世、妖怪、占卜、巫術、禁忌、民俗療法

- 物質民俗學（常民生活）
  - 民間美術、民間飲食、民俗服飾、民間建築

1914年英國的班妮、德國的鮑斯特、法國的莫斯均主張不僅研究文明民族，而且也該以文化較低的或野蠻的民族為研究對象。

## 关联学科
- 人类学
- 民族学
- 社会学
- 民间文学
- 考古学
- 恶魔学